# Juncalas
Juncalas é uma comuna francesa na região administrativa de Occitânia, no departamento dos Altos Pirenéus. Estende-se por uma área de 3,51 km². Em 2010 a comuna tinha 166 habitantes (densidade: 47,3 hab./km²).